# Злотый вольного города Кракова

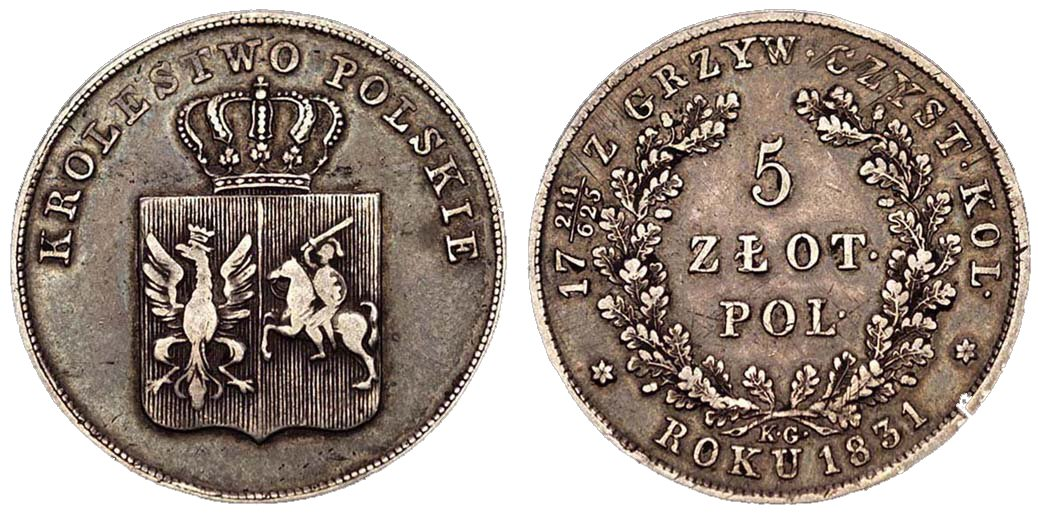
Монеты Польского восстания

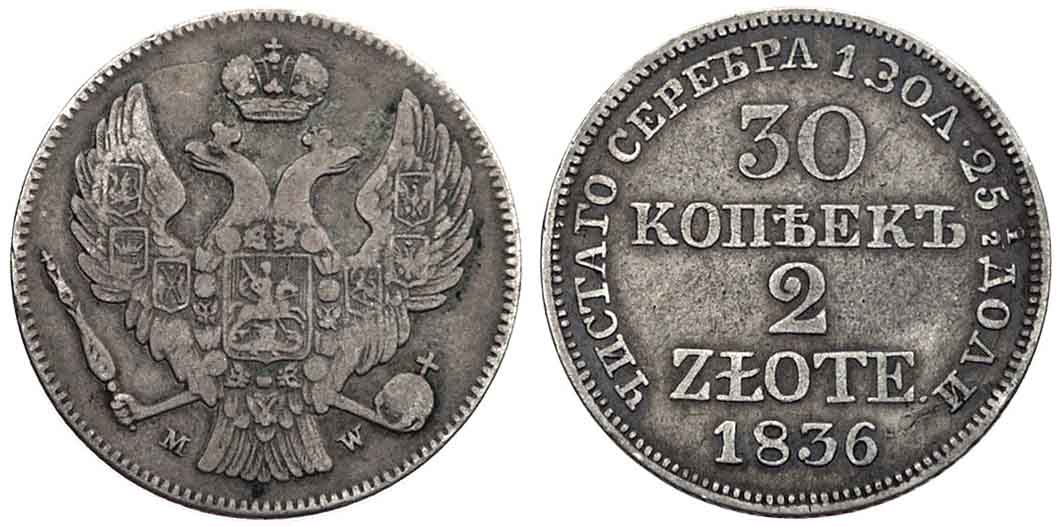
Новые монеты царства Польского с российским гербом и двойным номиналом

Краковский злотый (пол. Złotówka krakowska) — денежная единица вольного города Кракова. 1 злотый равнялся 30 грошам.

## История
Вольный город Краков, созданный в соответствии с положениями Венского конгресса в 1815 году, получил право чеканить собственные монеты. Но поскольку город был в валютном союзе Царством Польским, на территории Кракова обращались монеты чеканившиеся в Варшаве российскими властями, и Краков не пользовался своим правом вплоть до 1835 года. После польского восстания 1830 года, российские власти приняли решение убрать герб Царства Польского (щит с польским белым орлом на груди российского двуглавого орла) с монет. С 1834 года на аверсе монет для Польши помещался герб Российской Империи.
В 1835 году Сенат Вольного города, под давлением граждан которые отказались принимать новые монеты, принял решение о чеканке собственной монеты. Введение собственной монеты было своеобразным знаком протеста против удаления польского символа с монет. Всего было введено в обращение три серебряных номинала:
- 5 грошей весом 1,45 г (тираж 180 000 штук)
- 10 грошей весом 2,90 г (тираж 150 000 штук)
- 1 злотый весом 3,20 г (тираж 20 000 штук)

Новые монеты были отчеканены на Венском монетном дворе. Планировалось также ввести медную монету в 2 гроша и серебряной в 2 злотых, но по разным причинам этого не произошло. Новых номиналов было явно недостаточно для полноценного денежного обращения и в Кракове в ходу были также монеты Царства Польского. Также Краков не имел право выпускать собственные банкноты, и на его территории в ходу были ассигнации Царства Польского.
В обращении новые монеты пробыли всего 12 лет, в 1846 году Краков был оккупирован Австро-Венгрией и на территории города, была введена австрийская валюта. 1 австрийский флорин был равен 4 краковским злотым.
Покупательскую способность краковского злотого можно оценить по расценкам городских плотников. Изготовить стол с выдвижным ящиком стоило 18 злотых, изготовление 12 стульев 175 злотых, бюро с двумя ящиками 48 злотых.
В настоящее время монеты Вольного города Кракова являются предметом интереса коллекционеров.